# Ботабеков, Адильбек Кожабекович
Адилбе́к Кожабе́кович Ботабе́ков (род. 18 ноября 1959) — советский, казахстанский инженер-строитель; кандидат технических наук; президент-ректор Казахской академии транспорта и коммуникаций (2008—2013), ректор Каспийского университета технологий и инжиниринга (2013—2017), с 2017 – генеральный директор компании «Tengri Engineering Group».

## Биография
Родился 18 ноября 1959 года. В 1982 году окончил Московский инженерно-строительный институт имени В. В. Куйбышева по специальности «Промышленное и гражданское строительство» с квалификацией «инженер-строитель».
В 1982—1985 годы преподавал в Алма-Атинском архитектурно-строительном институте. В 1988 году окончил аспирантуру Центрального НИИ строительных конструкций имени Кучеренко (Москва). В 1988—2009 годы преподавал в Казахской головной архитектурно-строительной академии (преподаватель, доцент, профессор, декан факультета, проректор, вице-президент).
В 2008—2013 годы — президент-ректор Казахской академии транспорта и коммуникаций имени М. Тынышпаева, в 2013—2017 — ректор Каспийского государственного университета технологий и инжиниринга имени Ш. Есенова, с октября 2017 – генеральный директор компании «Tengri Engineering Group».

### Семья
Жена — Гульнур Аймухаметовна Ботабекова.
Дети:
- дочери — Айнур (р. 1983), Айгуль (р. 1987);
- сын — Алмасбек (р. 1984[1]).

## Научная деятельность
Кандидат технических наук. Академик Международной академии транспорта (2009). Член-корреспондент Национальной Инженерной академии Республики Казахстан (2015).
Автор более 40 научных и учебно-методических работ.

## Награды
- Орден «Курмет» (2011)
- Нагрудный знак «Почётный работник образования Республики Казахстан» (2005)
- Нагрудный знак «За заслуги в развитии науки Республики Казахстан» (2009)
- Медаль «20 лет независимости Республики Казахстан» (2011)
- Медаль «25 лет независимости Республики Казахстан» (2016)
- Медаль «20 лет Ассамблеи народа Казахстана» (2015)
- Почётные грамоты Министерства образования и науки Республики Казахстан (2000, 2018), акима города Алматы (2005)
- Благодарности Министерства образования и науки Республики Казахстан (1999), Министерства индустрии и торговли Республики Казахстан (2005), Президента Республики Казахстан (2011, 2015) [1].